# Painted Desert Serenade
Painted Desert Serenade er den amerikanske singer-songwriter Joshua Kadisons debutalbum. Det blev udgivet i 1993 på SBK (et datterselskab af Capitol Records).
Albummet havde to singler, som begge nåede i top 30 på Billboard Hot 100: "Jessie" peakede som #26 i USA (og nåede tre placeringer i Sverige året efter dens udgivelse). Den nåede #4 på Tjeklisten i Danmark og #10 i Holland.
Nummeret "Beautiful in My Eyes" nåede #19 i 1994 i Storbritannien og #5 i New Zealand.

## Spor
Alle numre er skrevet af Joshua Kadison
1. "Jessie" 5:18
2. "Painted Desert Serenade" 2:56
3. "Beau's All Night Radio Love Line" 4:26
4. "Invisible Man" 4:57
5. "Mama's Arms" 3:00
6. "Beautiful in My Eyes" 4:07
7. "Picture Postcards from LA" 4:33
8. "When A Woman Cries" 3:31
9. "Georgia Rain" 4:03

## Personel
- Joshua Kadison: Klaver, vokal
- Sherwood Ball, Adele Bertei, Carmen Carter, Lance Ellington, Kathy Hazzard, David Lasley, Valerie Mayo, Arnold McCuller, Joseph Powell, Ian Shaw, Helen Terry, Ruby Turner, Carmen Twilie, Fred White: kor og vokal på omkvæd
- Rosemary Butler, Gene Miller, Tessa Niles: baggrundsvokal
- Mark Cresswell, Tim Pierce, Tim Renwick: Guitar
- Dave "Clem" Clempson: Akustisk, elektrisk og 12-strenget guitar, mandolin
- Paul Jones: mundharmonika
- Phil Parlapiano: harmonika
- Rod Argent: Keyboards og hammondorgel, baggrundsvokal
- Jeffrey "CJ" Vanston: hammondorgel
- John Giblin, Chris Laurence, John Pierce: Bas
- Denny Fongheiser, Ian Thomas, Neal Wilkinson: trommer
- Martin Ditcham: Percussion
- Frank Ricotti: Congas og percussion
- Peter Van Hooke: klaver, trommer, percussion
- Strenge arrangeret af Rod Argent; dirigeret af Gavyn Wright
  - Violiner: Mark Berrow, Ben Cruft, Roger Garland, Wilfred Gibson, Roy Gillard, Tim Good, Rita Manning, Peter Oxer, Bill Penham, Barry Wilde, David Woodcock, Gavyn Wright
  - Viola: Stephen Tees, Robert Smissen, George Robertson, Andrew Parker, Susie Hansen
  - Celli: Paul Kegg, Ben Kennard, Helen Liebmann, Roger Smith
  - Frank Morgan, Richard Morgan: Obo

## Produktion
- Producetry sg Rod Argent, David Kershenbaum og Peter Van Hooke
- Teknikere: John Kurlander, Simon Smart, Kevin Smith
- Mixing af Rob Eaton, David Kershenbaum og Kevin Smith
- Masteret Bob Ludwig

## Modtagelse
Allmusics anmelder, Bryan Buss, kaldet albummet "propfyldt med oder til at finde romancer, længsel efter romantik og tabt kærlighed" og gav albummet 3/5 stjerner.

## Hitlister
| Hitliste (1994–1995)          | Højeste placering |
| ----------------------------- | ----------------- |
| Australien (ARIA)             | 2                 |
| Østrig (Ö3 Austria)           | 4                 |
| Holland (Album Top 100)       | 25                |
| Tyskland (Offizielle Top 100) | 3                 |
| New Zealand (RIANZ)           | 1                 |
| Norge (VG-lista)              | 5                 |
| Skotland (OCC)                |                   |
| Schweiz (Schweizer Hitparade) | 7                 |
| Storbritannien (OCC)          | 45                |
| US Billboard 200              | 69                |

| Hitliste (1994)                    | Placering |
| ---------------------------------- | --------- |
| Austrian Albums (Ö3 Austria)       | 22        |
| Dutch Albums (Album Top 100)       | 86        |
| German Albums (Offizielle Top 100) | 14        |
| Swiss Albums (Schweizer Hitparade) | 13        |

| Hitliste (1995)           | Placering |
| ------------------------- | --------- |
| Australian Albums (ARIA)  | 15        |
| New Zealand Albums (RMNZ) | 9         |